# Центральный банк Маньчжоу-го
Центральный банк Маньчжоу-го (кит. 滿洲中央銀行) — центральный банк марионеточного прояпонского государства Маньчжоу-го, существовавший с 1932 по 1945 год.

## Создание
Центральный банк Маньчжоу-го был учреждён 11 июня 1932 года в Синьцзине в форме акционерного общества с капиталом в 30 млн юаней, не менее 25 % и не более 50 % от которого в разное время принадлежало правительству Маньчжоу-го. Официально банк начал функционировать 1 июля как объединение четырёх эмиссионных банков, эффективно действовавших в Маньчжурии под контролем людей Чжан Цзолиня ещё до образования государства, а именно: Банка Трёх Восточных Провинций, Банка Цзилини, Банка Хэйлунцзяна и Пограничного Банка.

## Функции и деятельность
Основные функции Центрального банка заключались в хранении денежных средств Маньчжоу-го, управлении делами денежного рынка, объединении всех денежных систем государства и стабилизации валюты, в качестве которой был введён юань Маньчжоу-го. Тем не менее, Банк также занимался оказанием таких услуг, как предоставление сельскохозяйственных, промышленных и коммерческих кредитов. Кроме того, банк сотрудничал с японцами, своим появлением значительно облегчив задачи Тёсэн-банка в Сеуле. В общей сложности банк имел около 140 филиалов по всей территории Маньчжоу-го, а также Японии и Китая.
В 1932 году банком было выдано кредитов на сумму примерно 150 млн юаней. К 1936 году их общая стоимость превысила 200 млн юаней, увеличившись до 300 млн в 1937 году, 400 миллионов в 1938 году и 620 млн к концу 1939 года.

## Валюта
Санкционированная властями Маньчжоу-го валюта государства — юань Маньчжоу-го — содержала 23,91 г чистого серебра — металла, традиционного для китайских денежных единиц. Изначально банкноты и монеты выпускал Центральный банк Японии, но впоследствии их выпуск был налажен на монетном дворе Центрального банка Маньчжоу-Го, также расположенного в Синьцзине. Из-за сильных колебаний мировой цены на серебро в 1930-е годы в 1935 году курс юаня был развязан с серебряным стандартом, вследствие чего установился фиксированный обменный курс по отношению к японской иене.